# Kruševo (Obrovac)
Pour les articles homonymes, voir Kruševo (homonymie).
Kruševo est un village de la municipalité de Obrovac (Comitat de Zadar) en Croatie. Au recensement de 2011, la ville comptait 1 112 habitants.